# انطوان راندل إل
أنطوان راندل إل هو لاعب كرة قدم أمريكي، ولد في 17 اوت 1979 في ريفرديل ( إلينوي ). تطور في خطة متلقي بشكل دائم في جويلية 2012 ، وهو حتى الآن المتلقي الوحيد الذي قام بتمريرة ضربة نزول خلال سوبر بوول (2006).

## سيرة شخصية

### مهنة أكاديمية
أمضى مسيرته الجامعية مع فريق إنديانا هووسيرز ، حيث كان يلعب في مركز الظهير الوسطي . لقد كان أول لاعب في NCAA يسجل 40 هبوطًا و 40 تمريرة للهبوط.

## روابط خارجية
- الملف الشخصي على موقع espn.go.com
- إحصائيات nfl.com
- إحصائيات pro-football-reference.com

1. 1 2 3  College Basketball at Sports-Reference.com، QID:Q100311335
2. ↑  Pro Football Reference (بالإنجليزية), Sports Reference, LLC, QID:Q7246590